# Hugo Souza
Hugo de Souza Nogueira  (Duque de Caxias, 31 januari 1999) is een Braziliaans voetballer die bij voorkeur als doelman speelt. Hij speelt bij CR Flamengo.

## Clubcarrière
Op tienjarige leeftijd sloot Hugo Souza zich aan in de jeugdacademie van CR Flamengo. Op 27 september 2020 debuteerde hij in de competitiewedstrijd tegen Palmeiras. Hij speelde 23 competitieduels in 2020.

## Interlandcarrière
Op 17 augustus 2018 werd Hugo Souza opgeroepen voor Brazilië.